# Landbuch von Hof
Das Landbuch von Hof von 1502 ist das erste Besitzverzeichnis des Amtes Hof als Teil des Markgraftums Brandenburg-Kulmbach. Es befindet sich im Staatsarchiv Bamberg unter der Signatur: „Markgraftum Brandenburg-Bayreuth, Geheimes Hausarchiv Plassenburg Nr. 4360“. 
Das Amt Hof bezeichnet eine Verwaltungsgliederung der Brandenburg-Kulmbacher Markgrafen für das Gebiet des Hofer Landes und war mit Amtmännern besetzt. Das Landbuch von Hof entstand zur Zeit des Markgrafen Friedrich II. und ist wie das Landbuch der Sechsämter eine erste genaue Beschreibung der Besitzverhältnisse.